# Mabel Moreno
Mabel María Moreno Suárez (Barranquilla, 25 de junio de 1983) es una actriz colombiana.

## Biografía

### Trayectoria actoral
Empezó a estudiar diseño de modas, pero el destino quiso que fuera actriz y la llamaron para que actuara en La Jaula. A partir de ese año, el 2001, la vida le cambió, pues presentó Control de Caracol Televisión, la sección de farándula de Noticiero CM& y actuó en La peluquería.
Se graduó en Estados Unidos a los 16 años pero al llegar a Colombia tuvo que validar su título de bachiller.

## Vida personal
Estuvo en una relación por un tiempo con el también actor Iván López.

## Filmografía

### Televisión
| Año       | Título                              | Personaje                                     | Rol                                               | Canal              |
| --------- | ----------------------------------- | --------------------------------------------- | ------------------------------------------------- | ------------------ |
| 2025      | Medusa                              | Úrsula de Hidalgo                             | Antagonista; Serie TV                             | Netflix            |
| 2021      | Café con aroma de mujer             | Lucrecia Valencia de Vallejo                  | Antagonista; Telenovela                           | Canal RCN          |
| 2021      | De brutas, nada 2                   | Nancy                                         | Invitada Especial; Serie TV                       | Amazon Prime Vídeo |
| 2020      | Vidas posibles                      | Laura Montoya                                 | Protagonista; Miniserie                           | Renault            |
| 2019-2020 | El señor de los cielos              | Alejandra                                     | Reparto principal (Temporada 7); Telenovela       | Telemundo          |
| 2019      | La casa de colores                  | Pamela                                        | Protagonista; Miniserie                           | Teleantioquia      |
| 2019      | Tormenta de amor                    | Tita Basante "Tormenta"                       | Protagonista; Telenovela                          | Canal RCN          |
| 2018      | La reina del flow                   | Gema Granados de Cruz                         | Antagonista (Temporada 1); Telenovela             | Caracol Televisión |
| 2018      | Garzón                              | Angela del Valle                              | Reparto Recurrente; Telenovela                    | Canal RCN          |
| 2017      | La nocturna                         | Raquel                                        | Reparto Recurrente (Temporada 1); Telenovela      | Caracol Televisión |
| 2016-2019 | La ley del corazón                  | María del Pilar Garcés                        | Reparto Principal; Telenovela                     | Canal RCN          |
| 2015      | Laura, la santa Colombiana          | Anastasia / Hermana María De Santa Teresa     | Reparto Principal; Telenovela                     | Caracol Televisión |
| 2015      | Diomedes, el cacique de la junta    | Lolo Martínez                                 | Reparto Principal; Telenovela                     | Canal RCN          |
| 2015      | La esquina del diablo               | Lucía                                         | Reparto recurrente; Serie TV                      | UniMás             |
| 2015      | Narcos                              | Mujer                                         | Aparición Estelar; Serie TV                       | Netflix            |
| 2014      | La tusa                             | Gaby                                          | Invitada; Telenovela                              | Caracol Televisión |
| 2014      | La ronca de oro                     | Antonia Holguín                               | Reparto Principal; Telenovela                     | Caracol Televisión |
| 2013      | Chica vampiro                       | Nora Montalbán                                | Reparto Secundario; Serie TV                      | Canal RCN          |
| 2013      | Susana y Elvira                     | Elvira                                        | Protagonista; Serie TV                            | Serie web          |
| 2012      | Historias clasificadas              | Victoria "Vicky" García                       | Protagonista; Ep: Casada con el enemigo; Serie TV | Canal RCN          |
| 2010-2011 | Chepe Fortuna                       | Reina Carolina Araujo Cabrales "La Carebagre" | Reparto Principal (Temporada 1); Telenovela       | Canal RCN          |
| 2010      | Los caballeros las prefieren brutas | Carolina                                      | Reparto Secundario; Telenovela                    | Caracol Televisión |
| 2009      | El encantador                       |                                               |                                                   | Caracol Televisión |
| 2009      | Aquí no hay quien viva              | Ana María Morales "La Azafata"                | Actuación especial; Telenovela                    | Canal RCN          |
| 2008      | Novia para dos                      | Ana Vera                                      | Reparto Principal; Telenovela                     | Canal RCN          |
| 2008      | Vecinos                             | Ariza                                         | Actuación especial; Telenovela                    | Caracol Televisión |
| 2007      | Las profesionales, a su servicio    | Nohelia Cifuentes                             | Reparto Principal; Telenovela                     | Caracol Televisión |
| 2006      | El gran juego                       |                                               |                                                   | Caracol Televisión |
| 2003      | La jaula                            | Juliana                                       | Reparto Principal; Telenovela                     | Caracol Televisión |

## Programas
| Año  | Título                   | Rol          | Canal              |
| ---- | ------------------------ | ------------ | ------------------ |
| 2024 | Voy por ti, Juega por mí | Participante | Caracol Televisión |
| 2021 | ¿Quién es la Máscara?    | Participante | Canal RCN          |

## Cine
| Año  | Título                  | Rol               | Director              |
| ---- | ----------------------- | ----------------- | --------------------- |
| 2014 | Uno al año no hace daño | Marcela "La Mona" | Juan Camilo Pinzon    |
| 2012 | Carrusel                | Andrea            | Guillermo Iván Due{as |
| 2006 | Cuando rompe las olas   | Clara             | Ricardo Gabrielly     |

## Teatro
- Malas Hierbas de Carlos Be. Dirección de Victoria Hernández. Teatro Nacional de Bogotá. Colombia[8]
- Pedido de mano. Dirección de Laura García. Colombia.
- El enfermo imaginario. Dirección de Laura García. Colombia.
- Señorita Julia. Dirección de Laura García. Colombia.

## Premios y/o nominaciones

### Premios TV y novelas
| Año  | Categoría                                 | Telenovela o serie         | Resultado |
| ---- | ----------------------------------------- | -------------------------- | --------- |
| 2017 | Mejor actriz de reparto de una telenovela | La ley del corazón         | Nominada  |
| 2016 | Mejor actriz de reparto de serie          | Laura, la santa Colombiana | Nominada  |

### Premios India Catalina
Son premios Colombianos a los que la actriz (Mabel Moreno) fue nomida en el 2017 y, ganadora de uno en el 2019.
| Año  | Categoría                                     | Telenovela o serie | Resultado |
| ---- | --------------------------------------------- | ------------------ | --------- |
| 2019 | Mejor actriz antagónica de telenovela o serie | La reina del flow  | Ganadora  |
| 2017 | Mejor actriz de reparto de telenovela o serie | La ley del corazón | Nominada  |